# Марко Недић
Марко Недић (Гајтан, Медвеђа, 3. јануар 1943) познати је српски књижевник и књижевни критичар.

## Биографија
Марко Недић рођен је 1943. у Гајтану, у општини Медвеђа. Гимназију је завршио у Врбасу. Магистрирао је на Филолошком факултету у Новом Саду с радом “Проза Растка Петровића“, докторирао на Филозофском факултету у Новом Саду с радом “Поетички основи прозе Мирослава Јосића Вишњића“ 2008. Био је професор књижевности у Математичкој гимназији, Школи за васпитаче (Педагошкој академији), Филолошкој гимназији, научни сарадник у Институту за књижевност и уметност, уредник у Народној књизи, уредник и главни уредник у Српској књижевној задрузи. 
Члан је Управног одбора Матице српске у Новом Саду, УО Удружења књижевника Србије и УО Задужбине Милоша Црњанског, такође је члан Одбора за књижевност Задужбине Илије М. Коларца, Програмског савета књижевне манифестације Савремена српска проза у Трстенику и Програмског савета Задужбине „Доситеј Обрадовић“ у Београду. Секретар је Одбора за књижевност и језик Матице српске и председник Савета Филозофско-књижевне школе у Крушевцу. Члан је Уређивачког одбора Антологијске едиције Десет векова српске књижевности коју припрема и објављује Издавачки центар Матице српске. Био је члан редакције часописа Савременик, Књижевност и Relations.

## Најзначајнија дела
Објавио је следеће књиге: 
- Кућа у пољу, проза, (Нолит, 1970),
- Магија поетске прозе. Студија о прози Растка Петровића (Нолит, 1972);
- Нова критичка опредељења (заједно с групом београдских критичара) - („Вук Караџић“, 1973);
- Стара и нова проза. Огледи о српским прозаистима („Вук Караџић“, 1988);
- Критика новог стила (Јединство, Дечије новине, 1993);
- Основа и прича. Огледи о савременој српској прози („Филип Вишњић“, 2002);
- Проза и поетика Мирослава Јосића Вишњића (Институт за књижевност и уметност, 2008);
- Стилска преплитања. Студије ои огледи о српској прози друге половине 19 и прве половине 20 века (Службени гласник, 2011);[3]

Приредио је књигу изабраних критика Писци као критичари после Првог светског рата, у едицији Српска књижевна критика (Институт за књижевност и уметност, Матица српска, 1975), као и већи број књига српских писаца друге половине 19 и прве половине 20 века – Стефана Митрова Љубише, Милована Глишића, Лазе Лазаревића, Стевана Сремца, Симе Матавуља, Борисава Станковића, Милутина Ускоковића, Драгише Васића, Иве Андрића, Милана Кашанина, Растка Петровића, и других писаца. Аутор је предговора или поговора за књиге наших писаца друге половине ХХ века: Милоша Црњанског, Слободана Џунића, Павла Угринова, Миодрага Павловића, Живојина Павловића, Мирослава Егерића, Жарка Команина, Милисава Савића, Мирослава Јосића Вишњића, Радослава Братића и других.
Приредио је и књиге једног броја страних аутора: В. Шекспира, А. П. Чехова, Е. Хемингвеја, Ф. Кафке, Т. Вулфа. Такође је приредио и зборнике научних радова: Међуратна српска књижевност, 1983; Хорхе Луис Борхес (заједно са Ф. Матићем), 1996; Сто година Српског књижевног гласника (са С. Тутњевићем), 2003; Зборник у част Драгише Витошевића, 2005; Књижевно дело Добрице Ћосића (са В. Вукашиновићем), 2005; Нова Европа 1920-1941 (са В. Матовић), 2010.

## Награде
- Награда листа „Младост”, за књигу кратке прозе Кућа у пољу, 1971.
- Награда „Исидора Секулић”, за студију Магија поетске прозе, 1972.
- Награда „Милан Богдановић”, за критички текст о књизи Још сам овде Драгише Калезића.
- Награда „Ђорђе Јовановић”, за књигу Између реализма и постмодерне, 2013.[4]
- Награда „Златно зрно критичарско”, за књигу Наративна полифонија Јанка Вујиновића, 2016.[5]
- Награда „Николај Тимченко”, за књигу Чарање и плетење приче, 2017.[6]
- Награда „Младен Лесковац”, 2018.[7]
- Награда „Чедомир Мирковић”, за допринос савременој српској критици и есејистици, 2020.[8]
- Награда Вукове задужбине, за књигу огледа о српској прози Критички описи, 2022.[9]